# Opzij
Opzij (dt. „Aus dem Weg!“ oder „Zur Seite!“) ist eine niederländische feministische Zeitschrift mit monatlicher Erscheinungsweise. Redaktionssitz ist Amsterdam. Der Verlag ist „Hans van Brussel“. Die verkaufte Auflage betrug im ersten Quartal 2008 65.627 Exemplare.

## Geschichte
Opzij wurde 1972 von Wim Hora Adema, vormals Redakteurin bei den Kinder- und Frauenseiten von Het Parool, und Hedy d’Ancona, vormals u. a. Redakteurin und Sprecherin bei der Rundfunkgesellschaft VARA, gegründet. Galionsfiguren des niederländischen Feminismus wie Joke Smit wurden feste Mitarbeiterinnen der Zeitschrift. Zunächst radikal-feministisch in der Ausrichtung und als Kollektiv organisiert, wurde sie schnell milder und legte ihren kollektivistischen Charakter 1981 mit der Einsetzung von Cisca Dresselhuys als Chefredakteurin endgültig ad acta. D’Ancona wandte sich unterdessen in immer stärkerem Maße der Politik zu und wurde schließlich 1989 Ministerin für Wohlfahrt, Gesundheit und Kultur (PvdA).
1981 wurde Cisca Dresselhuys die erste Chefredakteurin. Von Juni 1992 an wurde die von Dresselhuys eingeführte „Feministische Messlatte“ zu einem Aushängeschild der Zeitschrift, die sie an wichtige Personen aus Politik, Wirtschaft, Medien und Kultur anlegte. Im Zusammenhang mit von ihr geführten Interviews vergab Dresselhuys einen Wert von −10 bis +10, je nachdem wie sehr ihre männlichen Interviewpartner ihrer Meinung nach den Idealen des Feminismus entsprachen. Ayaan Hirsi Ali wurde ebenfalls Mitarbeiterin der Zeitschrift und kam durch Dresselhuys mit Gerrit Zalm, zu jener Zeit Fraktionsvorsitzender der VVD, in Kontakt, was den Ausgangspunkt für ihre spätere Tätigkeit als Abgeordnete im niederländischen Unterhaus für die VVD bilden sollte. Zum 1. April 2008 ging Dresselhuys in Pension, ihre Nachfolgerin war bis 2013 Margriet van der Linden.

## Auflagenentwicklung
| Jahr    | 1999   | 2000   | 2001   | 2002   | 2003   | 2004   | 2005   | 2006   | 2007   |
| ------- | ------ | ------ | ------ | ------ | ------ | ------ | ------ | ------ | ------ |
| Auflage | 83.143 | 81.698 | 82.927 | 86.620 | 87.766 | 81.106 | 74.530 | 77.608 | 74.674 |

## Vergleichbar mit
- Emma (Deutschland)